# Myristica arfakensis
Myristica arfakensis là một loài thực vật thuộc họ Myristicaceae. Đây là loài đặc hữu của Indonesia.